# Villa rustica de la Suceagu
Villa rustica este situată pe teritoriul localității Suceagu din județul Cluj, în punctul numit Ordac. 

## Legături exerne
- Roman castra from Romania (includes villae rusticae) - Google Maps / Earth Arhivat în 5 decembrie 2012, la Archive.is